# Nathan S. Kline
Nathan Schellenberg Kline (* 22. März 1916 in Philadelphia; † 11. Februar 1983 in New York City) war ein amerikanischer Psychiater, der von 1952 bis zu seinem Tod am Rockland State Hospital in Orangeburg, New York wirkte. Er trug durch seine Forschung zur Nutzung der Wirkstoffe Iproniazid und Lithium als Antidepressiva sowie Reserpin als Neuroleptikum bei und erhielt dafür in den Jahren 1957 und 1964 jeweils den Albert Lasker Award for Clinical Medical Research.

## Leben
Nathan S. Kline wurde 1916 in Philadelphia geboren und erlangte 1938 einen B.A.-Abschluss am Swarthmore College. Anschließend studierte er von 1938 bis 1939 an der Harvard University und von 1939 bis 1941 an der New School in New York, bevor er 1943 an der New York University ein Studium der Medizin abschloss. In den Jahren 1943/1944 wirkte er an der Washington School of Psychiatry, 1947 an der Princeton University sowie von 1947 bis 1948 an der Rutgers University. Zwischenzeitlich leistete er von 1944 bis 1946 Militärdienst.
Von 1946 bis 1950 war er Arzt am Veterans Administration Hospital in Lyons, New York tätig. Danach fungierte er bis 1952 als Forschungsdirektor am Worcester State Hospital in Worcester, Massachusetts und anschließend bis 1975 als Leiter des Forschungszentrums des Rockland State Hospitals in Orangeburg, New York. Von 1975 bis zu seinem Tod war er dort als Forschungsdirektor tätig. Darüber hinaus wirkte er als Berater der Weltgesundheitsorganisation und von 1953 bis 1983 in privater Praxis in New York und unterstützte den Aufbau psychiatrischer Betreuungseinrichtungen in Haiti und Liberia.
Nathan S. Kline war ab 1942 verheiratet und Vater einer Tochter; 1976 trennte er sich von seiner Frau. Er starb 1983 in New York während einer Herz-Operation.

## Wirken
Nathan S. Kline beschäftigte sich im Rahmen seiner Forschungsaktivitäten mit der medikamentösen Behandlung von psychischen Störungen und führte in diesem Bereich die Wirkstoffe Iproniazid und Lithium als Antidepressiva sowie Reserpin als Neuroleptikum in die klinische Praxis ein. Darüber hinaus widmete er sich den biochemischen und endokrinologischen Grundlagen sowie sozialen Aspekten psychischer Störungen. Er veröffentlichte mehr als 35 Bücher zur Psychiatrie und Neurologie sowie mehr als 300 Artikeln in medizinischen Fachzeitschriften und anderen Zeitungen.

## Auszeichnungen
Nathan S. Kline erhielt 1957 für seine Arbeiten über Reserpin zur Behandlung von Schizophrenie und 1964 für seine Beiträge zur Therapie von Depressionen mit Iproniazid jeweils den von der Lasker Foundation verliehenen Albert Lasker Award for Clinical Medical Research und ist damit der bisher einzige zweifache Träger dieses Preises. Vom Royal College of Psychiatrists wurde er zum Ehrenmitglied ernannt. Das aus dem Rockland State Hospital entstandene Nathan Kline Institute for Psychiatric Research sowie die Nathan-S.-Kline-Verdienstmedaille des International Commission Against Mental Illness tragen in Erinnerung an ihn seinen Namen.

## Werke (Auswahl)
- Handbook of Psychiatric Treatment in Medical Practice. Philadelphia 1962
- Psychopharmacology. Boston 1965
- Depression: Its Diagnosis and Treatment. Basel 1969
- From Sad to Glad: Kline on Depression. New York 1974
- Psychiatric Syndromes and Drug Treatment. New York 1979